# Oberländer

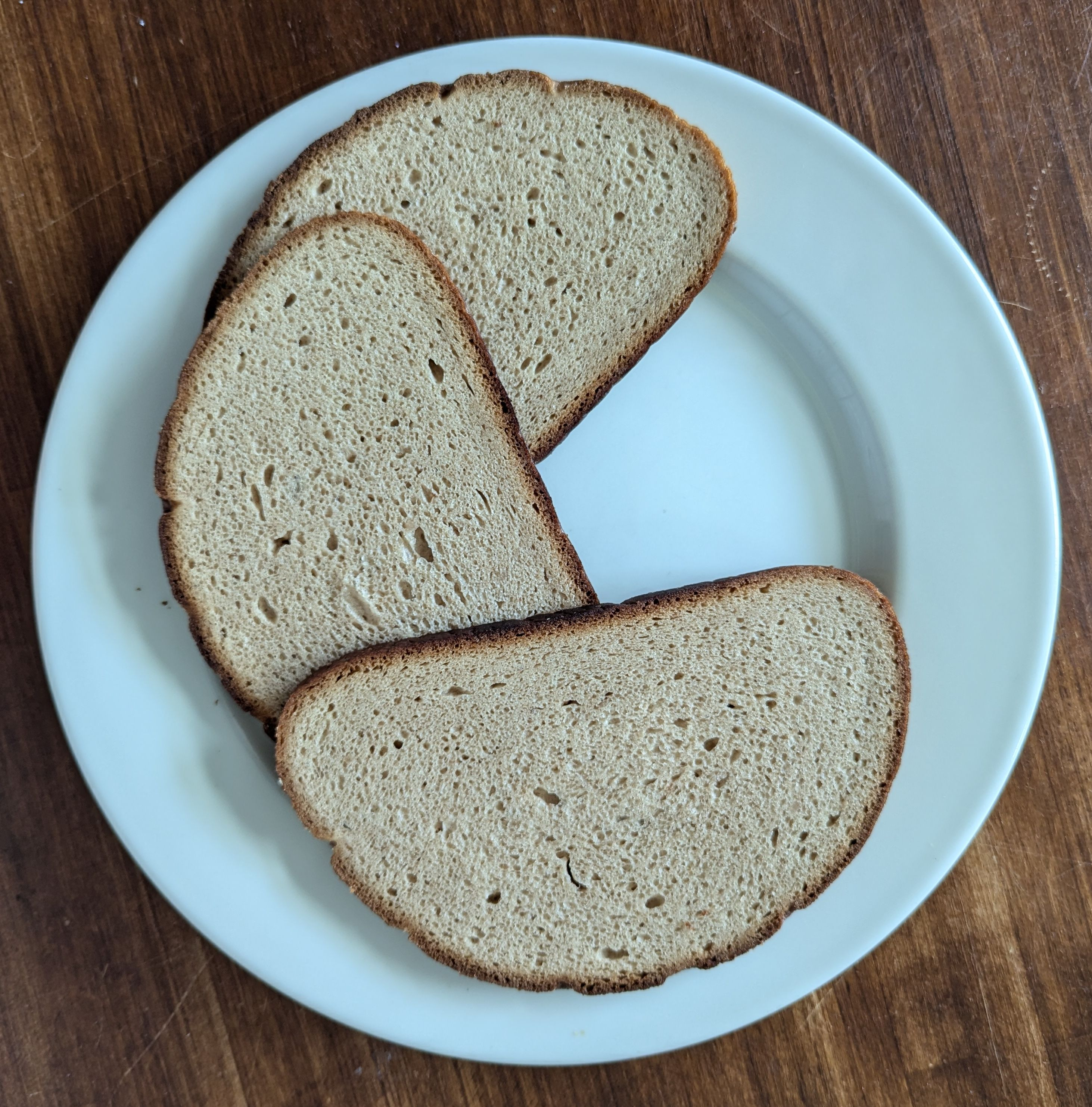
Drie sneetjes Oberlander brood

Oberländer is een (wit)brood dat in Gelderland en Limburg veel wordt gemaakt. Het wordt bereid met karnemelk waardoor het een frisse zurige smaak heeft.
Het deeg van dit product laat men rijzen in een mandje van riet dat bestrooid is met roggebloem. Als het deeg voldoende gerezen is dan draait men het mandje om op de ovenvloer, of bakplaat, om het te bakken. Het brood zal na het bakken een mooie decoratie hebben van het roggebloem.
In een gedeelte van Duitsland ook bekend onder de naam Oberländer-Sauerbrot.